# ملك الجاز (فلم)
ملك الجاز (بالإنجليزية: King of Jazz) هو فيلم حركة تم إنتاجه في الولايات المتحدة وصدر في سنة 1930.

## طاقم التمثيل
- بينغ كروسبي

### ترشيحات وجوائز
| السنة | الحدث  | الفئة          | النتيجة |
| ----- | ------ | -------------- | ------- |
|       | أوسكار | أفضل إنتاج فني | فوز     |

## روابط خارجية
- مقالات تستعمل روابط فنية بلا صلة مع ويكي بيانات